# Mateusz Zawada
Mateusz Zawada (ur. 25 stycznia 1992) – polski pływak, reprezentujący klub sportowy AZS-AWFiS Gdańsk, wcześniej Jedynka Solex Lębork.

## Kariera sportowa
Wicemistrz Europy juniorów z Helsinek na 50 m stylem grzbietowym.
Wielokrotny medalista Mistrzostw Polski.
Specjalizuje się głównie w stylu grzbietowym.